# دیلهایم
دیلهایم (به آلمانی: Dielheim) یک شهر در آلمان است که در راین-نکار-کرایس واقع شده‌است. دیلهایم ۸٬۸۵۸ نفر جمعیت دارد.

## خواهرخوانده
شهرهای Saint-Nicolas-de-Port و Lengyeltóti خواهرخوانده‌های دیلهایم هستند.